# Vicente Lassala Miguel
Vicente Lassala Miguel († Valencia, 1936) fue un político valenciano, elegido diputado por el distrito de la Chiva de Buñol por el Partido Conservador, sector ciervista en las elecciones generales de España de 1919. También fue regidor del ayuntamiento de Valencia en 1912. Después fue vicepresidente de la Junta del Puerto de Valencia, fundador y comisario de la Feria del Muestrario y presidente de las Colonias Escolares de las Escuelas Pías, y presidente de la Cámara Agrícola de Valencia. Durante la Segunda República Española fue miembro de la Derecha Regional Valenciana, DRV. Fue asesinado en Valencia el 6 de agosto de 1936 al ser reconocido en un tren cuando viajaba a Barcelona para intentar huir de la zona republicana.